# ジャン・バセ (1662年)
ジャン・バセ（Jean Basset、漢名は白日昇）は、フランスのカトリック宣教師で、中国における聖書翻訳者である。
バセは1662年頃、フランスのリヨンで生まれた。1684年にパリ外国宣教会神学院に入学し、1685年に暹羅（シャム）へ宣教師として派遣された。1689年、清国の広州に到着。当時の清国は康熙帝の時代で、外来宗教に対して比較的寛容であった。1692年から1693年にかけては、江西省での宣教師を務めた。1702年からは、四川省南部と西部で積極的に伝道活動を行った。1707年12月、広州で死去。
バセは、1704年頃から1707年頃にかけて、福音書、使徒言行録、パウロ書簡、ヘブライ人への手紙の第1章をラテン語聖書（ウルガタ）から漢文に翻訳した。しかし、彼の死後、この訳本は未完成のまま終わった。1738年、清国でジョン・ホジソン（John Hodgson）によって福音書が凝縮された写本が発見され、その複製品を作成した。これはハンス・スローンに渡され、大英博物館に寄贈された。バセ訳は現存する最古の漢訳聖書であり、その翻訳はロバート・モリソン、イライジャ・コールマン・ブリッジマン、ジョシュア・マーシュマンなど多くの後世の翻訳者に啓発を与えた。バセはまた、漢文の問答体の聖書講解『經典紀略問答』を執筆した。